# Osiedle Na Lotnisku
Osiedle Na Lotnisku – osiedle w Krakowie wchodzące w skład Dzielnicy XVI Bieńczyce, niestanowiące jednostki pomocniczej niższego rzędu w ramach dzielnicy.

## Historia
Osiedle Na Lotnisku stanowi część Bieńczyc Nowych – założenia architektoniczno-urbanistycznego, w zamierzeniu stanowiącego rozbudowę dzielnicy Nowa Huta w kierunku północno-zachodnim. W 1959 roku w wyniku konkursu na projekt założenia wybrano koncepcję autorstwa warszawskiej architekt Jadwigi Guzickiej z zespołem w którym za projekt urbanistyczny odpowiadali Anna Basista i Jan Lewandowski, a za architekturę budynków Kazimierz Chodorowski, Stefan Golonka oraz konstruktor dr inż. Tadeusz Kantarek. Całe założenie było projektowane dla ok. 30 tys. mieszkańców – ok. 5,5 tys. na jednym osiedlu. Cechuje je luźna zabudowa budynkami wolnostojącymi z przeważającą zabudową 5- i 11-kondygnacyjną. Główną osią zespołu urbanistycznego jest park Planty Bieńczyckie, wzorowane na Plantach Krakowskich, który spaja osiedla wchodzące w skład zespołu w jedną urbanistyczną całość. Wzdłuż parkowej osi zaplanowano obiekty użyteczności publicznej – szkoły, przedszkola, domy handlowe, domy kultury, biblioteki. Oprócz Osiedla Na Lotnisku w skład Bieńczyc Nowych wchodzą jeszcze osiedla Strusia, Kalinowe, Wysokie, Kazimierzowskie, Jagiellońskie, Przy Arce, Niepodległości, Albertyńskie oraz Złotej Jesieni. Realizacja zespołu urbanistycznego odbyła się w latach 1962–1979.

## Nazwa
Nazwa osiedla pochodzi od znajdującego się niedaleko na południe od osiedla dawnego lotniska w Czyżynach.

## Usytuowanie i rozplanowanie
Osiedle jest ograniczone ulicami: od południa – aleją gen. W. Andersa, od północy – Plantami Bieńczyckimi, od wschodu – W. Broniewskiego oraz od zachodu – X. Dunikowskiego.
Osiedle składa się z trzech wieżowców dziesięciopiętrowych (nr 19, 20, 21) i siedmiu bloków czteropiętrowych (nr 16, 17, 18, 9, 8, 7, 6). Na terenie osiedla od strony ulicy Broniewskiego, obok DH „Wanda” w latach 2015–2017 zbudowano nowy, dziesięciopiętrowy blok mieszkalny oraz Park Handlowy „Na Lotnisku”, który przyjął nazwę od osiedla. W zachodniej części osiedla znajduje się Ogród Sielski – jeden z tzw. „Ogrodów Krakowian – parków kieszonkowych”.

## Infrastruktura
- Przedszkole Samorządowe nr 117 (pod nr 15)
- Dom Handlowy „Wanda” (pod nr 4, 5)
- Spółdzielnia Pracy im. 1 maja (pod nr 14)

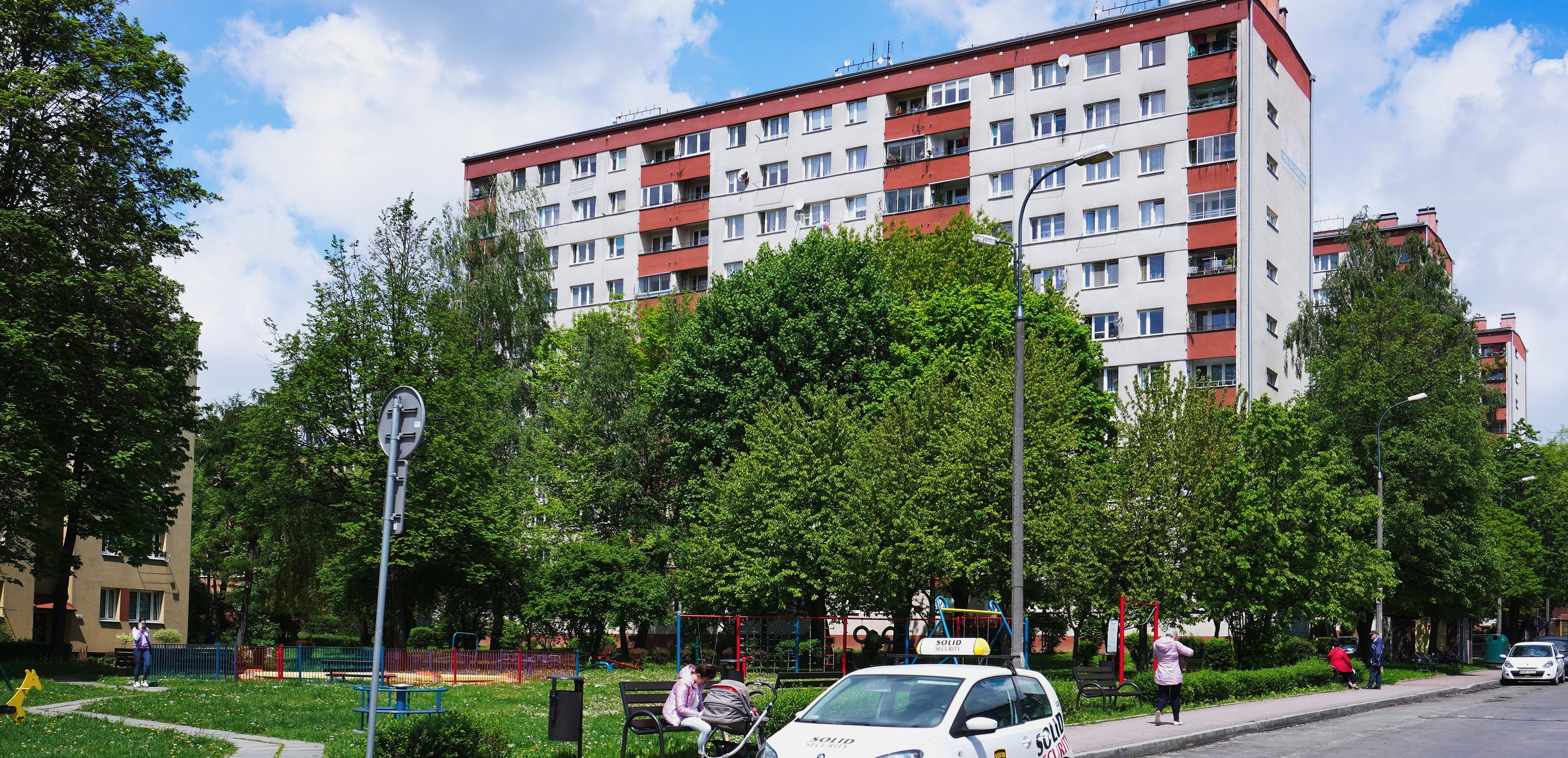
Wschodnia strona osiedla, blok 6 i dziesięciopiętrowe bloki 19, 20 i 21
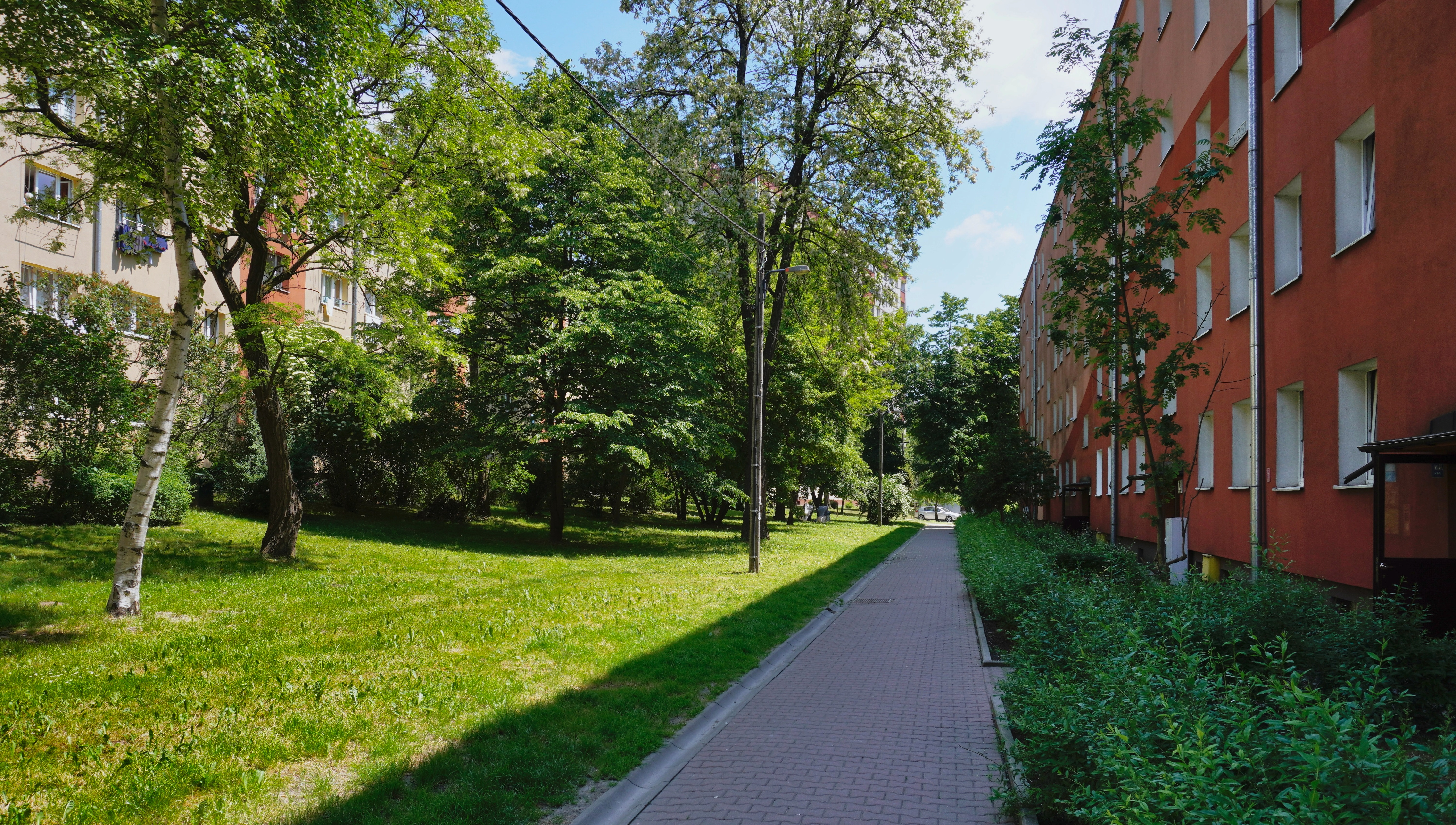
Wnętrze osiedla, bloki 17, 18 i 20
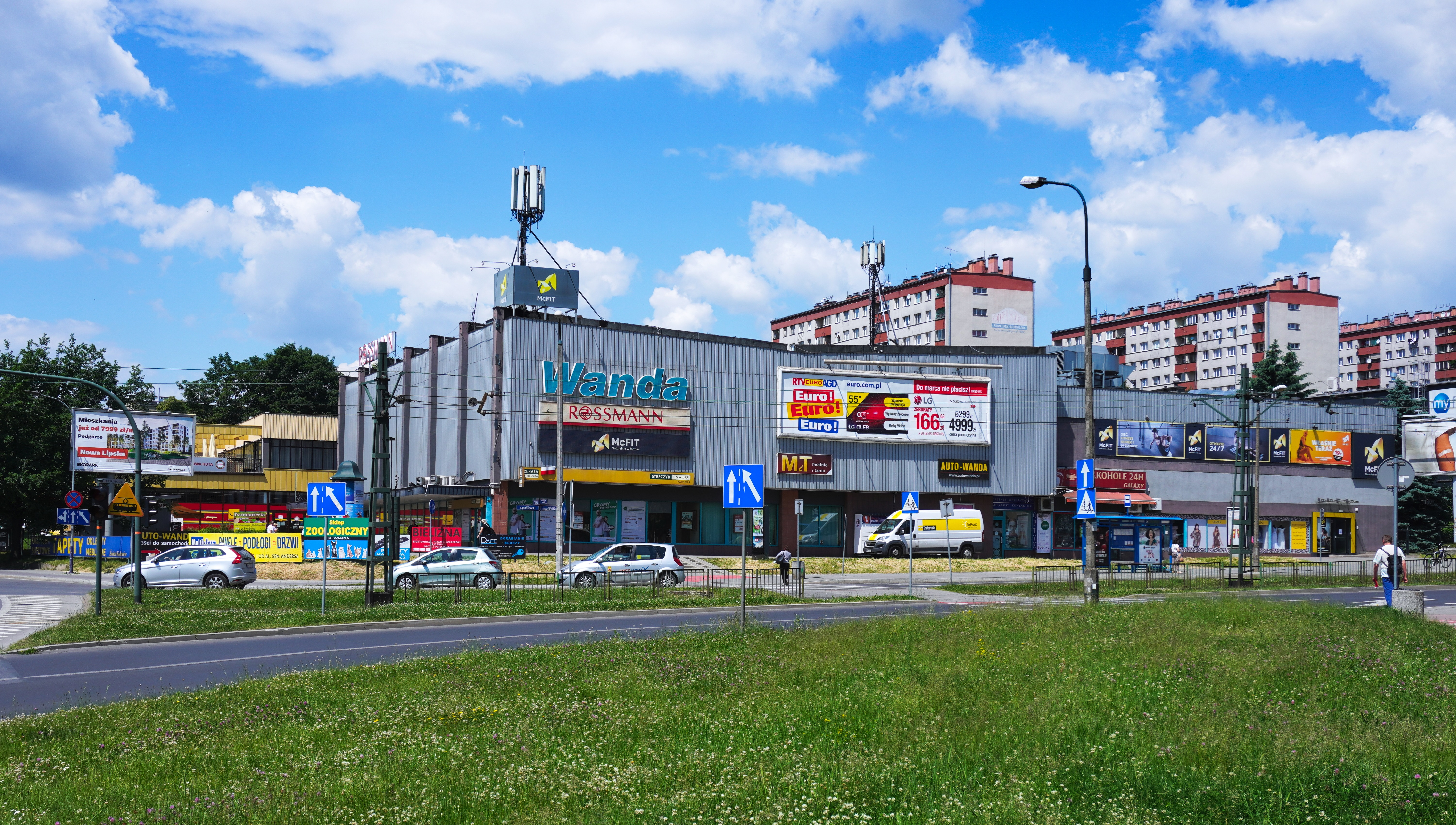
Dom Handlowy „Wanda”